# Wugigarra burgul
Wugigarra burgul là một loài nhện trong họ Pholcidae. Loài này được phát hiện ở Queensland.